# Вулиця Глиняна (Львів)
Ву́лиця Гли́няна — вулиця у Личаківському районі міста Львів, місцевість Великі Кривчиці. Пролягає від вулиці Богданівської углиб житлової забудови, завершується глухим кутом.
Прилучаються вулиці Малі Кривчиці та Лотоцького.

## Історія та забудова
Вулиця отримала сучасну назву у 1962 році. Забудована одноповерховими садибами 1930-х—1960-х років та сучасними віллами.